# Так давно, сину мій
«Так давно, сину мій» (кит. спр. 地久天长, піньїнь: Di jiu tian chang; дослівно — «Тривалий час») — китайський драматичний фільм 2019 року, поставлений режисером Ваном Сяошуаєм. Світова прем'єра відбулася 14 лютого 2019 року на 69-му Берлінському міжнародному кінофестивалі, де фільм брав участь в основній конкурсній програмі у змаганні за «Золотого ведмедя». .

## Сюжет
Сімейна сага як соціальна панорама охоплює три десятиліття китайської історії. Дія фільму відбувається на тлі економічних реформ, що почалися на початку 1980-х років у Китаї.
У основі фільму дві сім'ї, вони спілкуються і дружать, переживають злети і тяжкі падіння, але зміни в суспільстві відштовхують їх один від одного. Колись одна з сімей була щаслива — поки їхній син не потонув, граючись біля водойми. Вони залишають свій дім і занурюються в суєту великого міста, хоча їх там ніхто не знає, і вони навіть не можуть зрозуміти місцевий діалект. Їх прийманий син Лю Сін не дає їм того щастя, на яке вони сподівалися. Демонстративно відкидаючи своїх «чужих» батьків, він одного разу зникає зовсім. Подружня пара постійно поринає у спогади про щасливе минуле.

## У ролях
| • Ван Цзинчунь   | … | Лю Яоцзюнь     |
| • Юн Мей         | … | Ван Ліюнь      |
| • Ай Лія         | … | Лі Хайян       |
| • Ду Цзян        | … | Шен Хао        |
| • Чжао Янгуочжан | … | Чжан Сіньцзянь |
| • Лі Цзинцзін    | … | Гао Мейю       |
| • Ци Сі          | … | Шень Молі      |
| • Сюй Чен        | … | Шен Їнмінь     |

## Знімальна група
- Автор сценарію — А Мей, Ван Сяошуай
- Режисер-постановник — Ван Сяошуай
- Продюсер — Лю Сюан
- Оператор — Кім Хен-сок
- Композитор — Донг Інда
- Монтаж — Лі Чатаметкул
- Художник-постановник — Лв Донг
- Художник-костюмер — Пан Янь
- Підбір акторів — Фен Лей

## Нагороди та номінації
| Список нагород та номінацій                | Список нагород та номінацій | Список нагород та номінацій         | Список нагород та номінацій | Список нагород та номінацій | Список нагород та номінацій |
| Кінофестиваль/Кінопремія                   | Рік                         | Категорія                           | Номінант(и)                 | Результат                   | Дж                          |
| ------------------------------------------ | --------------------------- | ----------------------------------- | --------------------------- | --------------------------- | --------------------------- |
| 69-й Берлінський міжнародний кінофестиваль | 2019                        | Золотий ведмідь                     | Так давно, сину мій         | Номінація                   |                             |
| 69-й Берлінський міжнародний кінофестиваль | 2019                        | «Срібний ведмідь» найкращому актору | Вань Жинчунь                | Перемога                    | [ 6 ]                       |
| 69-й Берлінський міжнародний кінофестиваль | 2019                        | «Срібний ведмідь» найкращій акторці | Юн Мей                      | Перемога                    | [ 6 ]                       |
| Азійська кінопремія                        | 2020                        | Найкращий актор                     | Ван Сяошуай                 | Перемога                    | [ 7 ]                       |